# RRH Buchan
Remote Radar Head Buchan abrégé en RRH Buchan est une station radar de défense aérienne exploitée par la Royal Air Force. Elle est située à Stirling Hill, à 3,2 kilomètres au sud de Peterhead, sur la côte Aberdeenshire du nord-est de l'Écosse.
L’unité est basée sur le site de l’ancienne RAF Buchan qui a été déclassé RRH en septembre 2004.

## Historique

### RAF Buchan

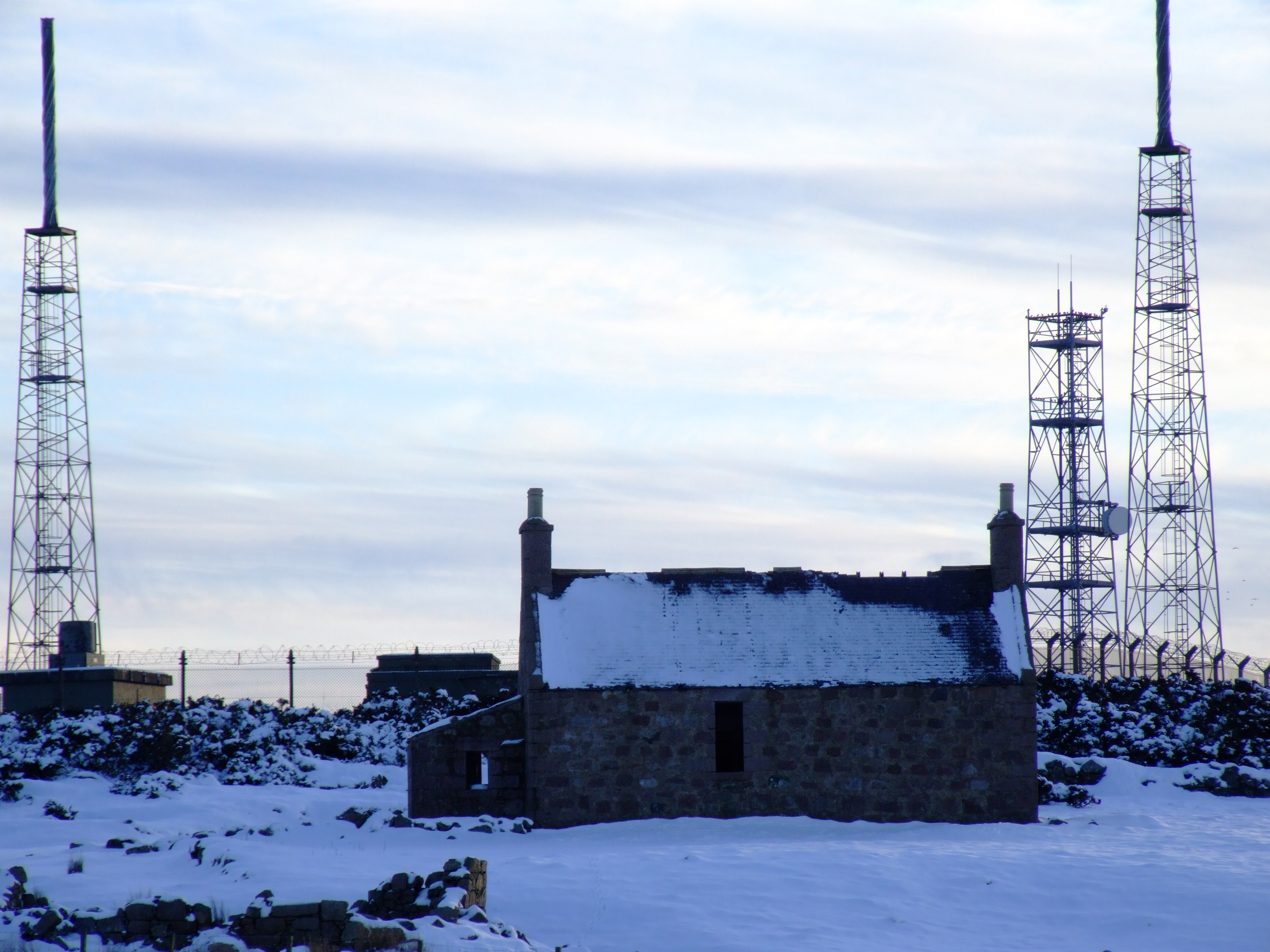
Mats sur la RRH Buchan.

RAF Buchan a ouvert ses portes en 1952 en tant qu'unité radar aérienne. Dans le cadre du système britannique de surveillance et de contrôle de l’air, la station était l’un des deux centres de contrôle et de reporting (CRC) qui surveillaient le trafic aérien dans et autour de l’espace aérien britannique.
RAF Buchan était la station mère des radars distante de Saxa Vord et Benbecula.

### RRH Buchan
En mai 2000, le ministère de la Défense a annoncé le déclassement de RAF Buchan, devenant ainsi la RRH Buchan. La mesure a entraîné la perte de 55 emplois civils et le transfert de plus de 200 membres du personnel de la RAF. Environ 92 militaires et civils sont restés pour faire fonctionner le radar à distance. Le 1er septembre 2004, l’unité radar a cessé d’être une station de la RAF et la partie opérationnelle de la station est devenue RRH Buchan. Le site d’hébergement séparé situé à Boddam a été vendu par le ministère de la Défense à un promoteur privé.
Le radar de Type T92 (B3) de Buchan (plus connu sous le nom de RA-Lockheed Martin AN / FPS-117) a été remplacé en 2015 par un nouveau système Lockheed Martin AN / TPS-77. Le nouveau radar a été financé par des développeurs de parcs éoliens et a été installé afin de réduire l’impact des interférences causées par les éoliennes,.
En 2017, le radome de l'unité a été remplacé après six semaines de travaux, le précédant ayant été installée en 1984.

## Opérations
Le radar recueille des données dans le cadre du système britannique de surveillance et de contrôle de l’air (ASACS) basé à la RAF Boulmer. De là, la station est surveillée et contrôlée pour contribuer à la création d'une image du trafic aérien en temps réel du Royaume-Uni,.
Une section de l'ASACS Engineering & Logistics Squadron basé à RAF Boulmer assure le commandement et le contrôle de RRH Buchan et assure sa disponibilité opérationnelle.